# Laus perennis

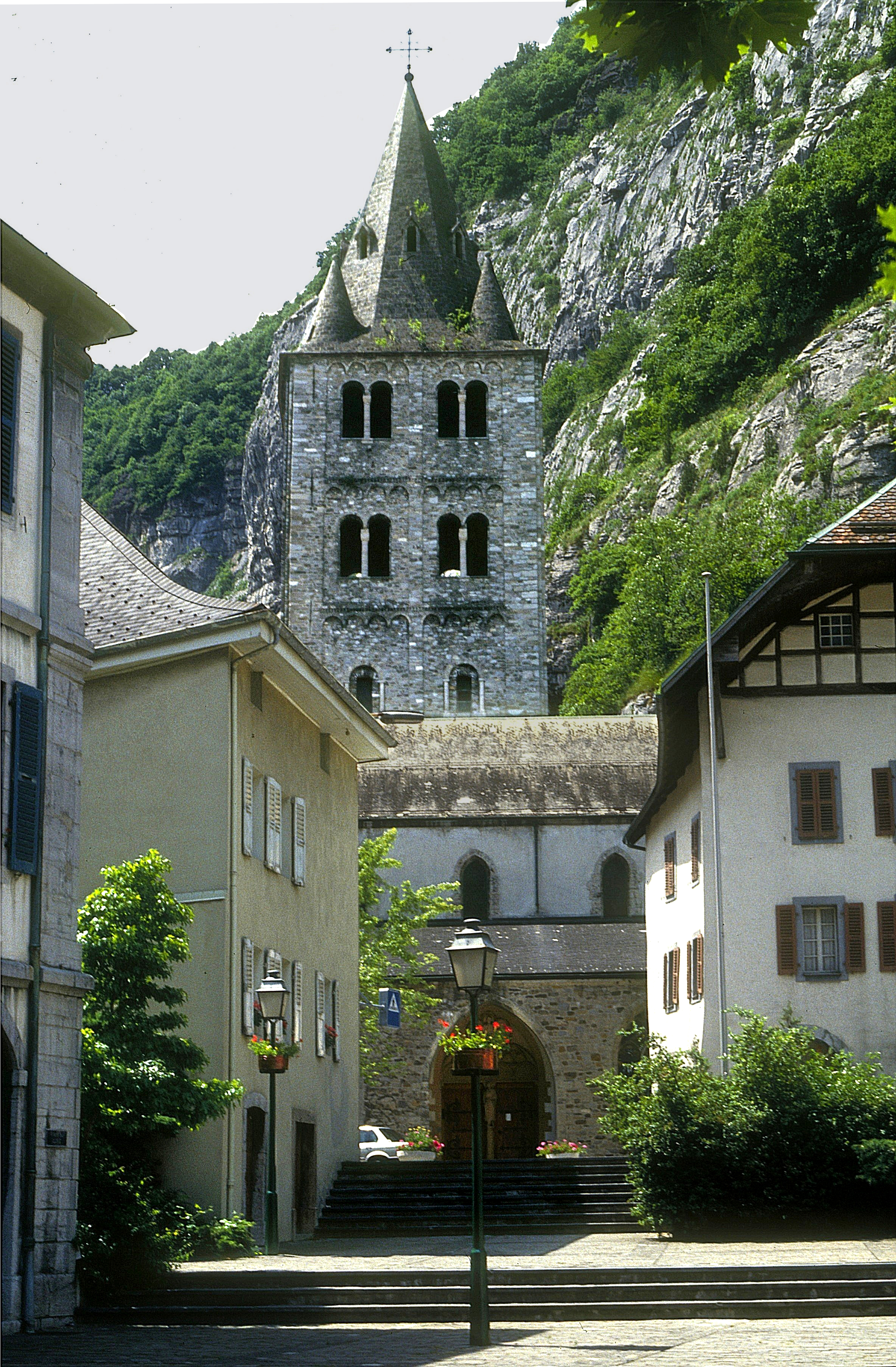
Il campanile della chiesa di San Maurizio d'Agauno

La laus perennis ('lode perenne') è una pratica cristiana di preghiera continuativa portata avanti da un gruppo di persone.

## Storia
La pratica fu introdotta dall'archimandrita Alessandro (morto intorno al 430), il fondatore del movimento monastico bizantino degli acemeti ("coloro che non dormono").
L'importazione in Europa occidentale ebbe come prima tappa nel VI secolo l'abbazia di San Maurizio d'Agauno; l'avvio della preghiera perpetua ad Agauno immediatamente dopo la fondazione (515) fu l'occasione di una solenne cerimonia, e di un sermone di sant'Avito che ci è pervenuto. Ad Agauno la comunità pregava riunita nelle ore canoniche della liturgia delle ore, mentre gli intervalli tra un'ora e l'altra venivano colmati a turno dai diversi cori di monaci (turmæ o normæ), che si succedevano nella recita continua del Salterio cosicché la preghiera continuasse senza interruzione. Una tale organizzazione comportava ovviamente la presenza di un congruo numero di monaci per essere compatibile con lo svolgimento delle altre attività quotidiane, e non ultimo richiedeva alla comunità uno status economico tale da non dover dipendere dal proprio lavoro per il sostentamento.
L'«usanza di Agauno», come venne chiamata, si diffuse in tutta la Gallia, seppure diversamente declinata: a Lione, Saint-Marcel-lès-Chalon, Saint-Denis, Luxeuil, Saint-Germain-des-Prés, Saint-Medard di Soissons, Saint-Riquier; venne in seguito adottata anche dai monaci di Remiremont e di Laon, sebbene nel frattempo ad Agauno la pratica fosse cessata, circa all'inizio del IX secolo.

### Analisi storica
La storiografia, sulla scorta della tradizione, ha a lungo considerato la laus perennis nella sua forma di Agauno come un'importazione dall'Oriente, tuttavia nessuna fonte del VI secolo riguardante Agauno e tale pratica utilizza l'espressione «laus perennis», preferendo i contemporanei termini come «salmodia assidua», «inni di salmodia giorno e notte», «canti divini di notte e di giorno», o «salmodia per turmæ di giorno e di notte»; nessuna fonte per diversi secoli, inoltre, afferma l'origine orientale di tale liturgia.
Sant'Avito, che si trovava in relazione con la corte di Costantinopoli tramite Flavio Celere, è stato considerato il fondatore della pratica nelle Gallie; tuttavia non ci è noto alcuno scambio tra i due in cui si trattasse degli acemeti (peraltro noti all'epoca più che altro per le proprie posizioni politiche, di opposizione all'arianesimo e di sostegno al concilio di Calcedonia e al patriarca Macedonio II, e perciò invisi allo stesso Celere); dagli scritti di Avito non traspare anzi alcuna conoscenza degli acemeti.
Una possibile spiegazione dell'istituzione ad Agauno della pratica della preghiera continua è da ricercarsi nel ruolo rivestito dai monasteri, a partire dal VI-VII secolo, nei riguardi dei potenti fondatori: ruolo di mediazione diretta e quasi personalizzata tra il benefattore (con relativa famiglia e discendenti) e l'aldilà; una laus perennis poteva vedersi quindi come mezzo di intercessione attuato alla massima potenza.
La pratica della laus perennis, quale che ne fosse la genesi, rimase confinata temporalmente all'Alto Medioevo, destinata a esaurirsi o ridimensionarsi fortemente nell'arco di un paio di secoli; l'espressione stessa si può ipotizzare sia un neo-latinismo del XV o XVI secolo.

## Adorazione perpetua
L'adorazione eucaristica perpetua praticata da varie comunità di monache della Chiesa cattolica può essere vista come una variante moderna della laus perennis, poiché oltre all'usuale celebrazione quotidiana dell'Eucaristia e della liturgia delle ore, tali comunità monastiche osservano anche un'adorazione perpetua che comporta la presenza continua di almeno due membri della comunità in preghiera di fronte al Santissimo Sacramento in ostensione sull'altare. Tali comunità possono condurre la propria vocazione particolare nell'ambito di ordini monastici tradizionali, come ad esempio le Suore benedettine dell'adorazione perpetua di Clyde, Missouri.